# Peperomia olafiana
Peperomia olafiana är en pepparväxtart som beskrevs av William Trelease. Peperomia olafiana ingår i släktet peperomior, och familjen pepparväxter. Inga underarter finns listade i Catalogue of Life.